# 小早川泰士
小早川 泰士（こばやかわ やすし、1908年（明治41年）5月27日 - 1991年（平成3年）3月11日）は、観世流のシテ方能楽師。本名は小早川清士。

## 来歴
東京府に能楽師・小早川精太郎の子として生まれる。小早川家は熊本県の北岡神社に奉仕する座の狂言太夫の家柄である。1930年（昭和5年）に法政大学専門部商業学科を卒業する。

父・小早川精太郎に師事して狂言方の修業をするが、1941年（昭和16年）にシテ方に転向し坂井音次郎に師事して、1947年（昭和22年）に「経正」で初シテを演じる。

## 参考
- 『新撰芸能人物事典 明治～平成』 「小早川 泰士」
- 『法政大学校友名鑑』（法政大学、1941）